# Johan Fredrik von Nolcken
Johan Fredrik von Nolcken (*  20. Dezember 1737 in Stralsund; † 22. Februar 1809 in Stockholm) war ein schwedischer Diplomat bzw. Botschafter des schwedischen Königreichs in Russland in den Jahren 1773 bis 1788.

## Herkunft
Sein Vater war der Baron Erich Matthias von Nolcken (1694–1755) ursprünglich aus Riga, der ebenfalls als schwedischer Diplomat in der Zeit von 1739 bis 1741 am Zarenhof in Sankt Petersburg tätig geworden war, seine Mutter die Christina Margaretha war eine geborene von Lode (1707–1739). Sie war eine Tochter des livländischen Landrats und Vizepräsidenten Gerhard Lode und dessen zweiter Frau Margaretha Elisabeth Horn af Kanckas. Ein älterer Bruder Gustav Adam von Nolcken (1733–1813) war ebenso als Diplomat, in England, tätig. Ferner hatte er noch zwei Schwestern die Hedvig Ulrika von Nolcken (1735–1801) und die Vilhelmina Margareta Christina von Nolcken (1734–1790).
Nach dem Tode seiner ersten Ehefrau heiratete der Vater erneut die Anna Regina Horn af Åminne (1718–1796), aus dieser Ehe gingen zwei weitere Kinder hervor.

## Leben
Johan Fredrik von Nolcken wurde 1752 Fähnrich im Regiment Elfborg, in dem er 1761 zum Leutnant befördert wurde. 1762 diente er als Hauptmann bei der Flotte der schwedischen Armee. 1768 wurde er Kammerherr der Königin Luise Ulrike.
Er wurde 1773 als außerordentlicher Gesandter an den russischen Hof in Sankt Petersburg entsandt, wo er am 15. März 1773 von Katharina II. und Großfürst Paul I. empfangen wurde. Bei Ausbruch des Russisch-Schwedischen Krieges 1788 kehrte er nach Schweden zurück. Im selben Jahr nahm er seinen Abschied vom Militärdienst.
Als sich der französische Enzyklopädist und Philosoph Denis Diderot von Oktober 1773 bis März 1774 in Sankt Petersburg am Zarenhof aufhielt, traf er auch regelmäßig mit von Nolcken zusammen, jener wollte ihn überreden seine Rückreise über Stockholm zu absolvieren.
1791 ging er als außerordentlicher Gesandter an den Kaiserlichen Hof in Wien und wurde 1794 abberufen.
Johan Fredrik von Nolcken starb 1809 ohne Erben und wurde in einem Familiengrab in der Kirche von Rö in Uppland beigesetzt.
Er war seit 1776 mit Johanna Margareta von Manteuffel († 1821) verheiratet, einer Tochter des russischen Generals Graf von Manteuffel aus dem Haus Falkhoff in Livland. Die zwei Töchter und ein Sohn starben vor dem Vater.

## Ehrungen
1770 wurde er zum Ritter des Schwertordens und 1772 des Johanniterordens ernannt. Seit 1777 war er Kommandeur des Nordstern-Ordens.